# Жакуипенсе
«Жакуипе́нсе» (порт.-браз. Esporte Clube Jacuipense) — бразильский футбольный клуб, представляющий город Риашан-ду-Жакуипи (штат Баия). С 2022 года выступает в Серии D Бразилии.

## История
Клуб был основан 21 апреля 1965 года. В 1989 году клуб победил во втором дивизионе Лиги Баияно, и завоевал право играть в высшем дивизионе чемпионата штата Баия. В 1996 году команда вылетела из элиты на 16 лет, и лишь в 2012 году, заняв второе место во Втором дивизионе, вернулась в элиту чемпионата штата. Лучший результат клуба в чемпионате штата Баия — 5-е место в 2017 году.
В 2014 году команда дебютировала в Серии D чемпионата Бразилии, где сразу же сумела занять 7-е место, остановившись в одном шаге от выхода в Серию C, уступив в 1/4 финала «Конфьянсе». В 2015 году «Жакуипенсе» дебютировал в Кубке Бразилии, и смог преодолеть первую стадию, обыграв в серии пенальти «Парану».
В 2018 году команда вновь выступила в Серии D. В следующем году «Жакуипенсе» впервые в своей истории сумел добиться выхода в Серию C чемпионата Бразилии. В четвертьфинале команда обыграла «Флоресту» по сумме двух матчей — 2:2 и 1:0. По итогам сезона 2021 «Жакуипенсе» занял 17-е место и вылетел в Серию D.
Домашние матчи «Жакуипенсе» проводит на арене «Элиэл Мартинс», более известном как «Валфредан», вмещающем 5 тыс. зрителей.

## Статистика выступлений в чемпионате Бразилии
| Выступления в чемпионатах Бразилии |          |       |
| Год                                | Дивизион | Место |
| 2014                               | Серия D  | 7-е   |
| 2018                               | Серия D  | 36-е  |
| 2019                               | Серия D  | 4-е   |
| 2020                               | Серия C  | 11-е  |
| 2021                               | Серия C  | 17-е  |
| 2022                               | Серия D  | 29-е  |

## Достижения
- Чемпион второго дивизиона Лиги Баияно (1): 1989